# الاتحاد الدولي للجامعات
الرابطة الدولية للجامعات هي مؤسسة يقودها الأعضاء وغير حكومية تعمل في مجال الدراسات العليا. وتتألف من ستمائةٍ وخمسين منظمة ومؤسسة تعليمية عليا في حوالي 130 بلد. الرابطة الدولية للجامعات هي شريك رسمي في اليونيسكو. ويقع مقر الاتحاد في باريس في مقر اليونيسكو.

## موقع الرابطة ووسائل التواصل الاجتماعي والبوابات المتخصصة للرابطة
- الموقع الإلكتروني
- حساب تويتر
- حساب لنكد إن
- قاعدة بيانات التعليم العالي العالمي
- International Bibliographic Database on Higher Education
- IAU Global Portal to promote Higher Education & Research for Sustainable Development
- IAU Portal to promote Innovative Approaches to Doctoral Education in Africa